# RML Short Wheelbase
Der RML Short Wheelbase (englisch, übersetzt: „kurzer Radstand“) ist ein Gran Turismo des britischen Ingenieur-Dienstleisters RML Group.

## Hintergrund
Vorgestellt wurde das als Coupé ausgeführte Fahrzeug im Mai 2021 nach rund drei Jahren Entwicklungszeit. Die Produktion des auf 30 Exemplare limitierten Fahrzeugs begann Ende 2021.
Das Modell ist eine Reminiszenz an den zwischen 1959 und 1962 gebauten Ferrari 250 GT SWB, der 167 mal gebaut wurde. Das Design greift zahlreiche Elemente des Ferraris auf. So gelten unter anderem die Form des Kühlergrills, die fehlenden Stoßstangen oder die Lufthutze in der Motorhaube als gestalterische Elemente, die auch Ferrari schon verwendete. Allerdings haben die Speichenräder keine Flügelmuttern. Im Innenraum verwendet der Hersteller keinen Kunststoff, stattdessen Aluminium, Glas und Leder. Der Wagen hat im Gegensatz zum 250 GT SWB eine Klimaanlage und ein Navigationssystem, das in der Mittelkonsole versenkt werden kann.

## Technische Daten
Technisch basiert der RML Short Wheelbase auf dem zwischen 1996 und 2001 gebauten Ferrari 550 Maranello. Den Antrieb übernimmt ein 5,5-Liter-V12-Saugmotor mit 357 kW (485 PS). Auf 100 km/h soll das Coupé in 4,1 Sekunden beschleunigen, die Höchstgeschwindigkeit wird mit über 298 km/h angegeben.
|                                 | RML Short Wheelbase      |
| ------------------------------- | ------------------------ |
| Bauzeit                         | seit Ende 2021           |
| Motortyp                        | V12-Ottomotor 65°        |
| Einbaulage                      | vorn längs               |
| Hubraum (cm³)                   | 5474                     |
| max. Leistung kW (PS) bei min−1 | 357 kW (485 PS) bei 7000 |
| max. Drehmoment Nm bei min−1    | 568 bei 5000             |
| Antriebsart                     | Hinterradantrieb         |
| Getriebe                        | 6-Gang-Schaltgetriebe    |
| Beschleunigung, 0–100 km/h      | 4,1 s                    |
| Höchstgeschwindigkeit (km/h)    | > 298 km/h               |
| Verbrauch (l/100 km)            | k. A.                    |
| CO2-Ausstoß (g/km)              | k. A.                    |